# Васютін Олександр Юрійович
Олександр Юрійович Васютін (рос. Александр Юрьевич Васютин, нар. 4 березня 1995, Санкт-Петербург) — російський футболіст, воротар клубу «Акрон».

## Клубна кар'єра
Вихованець петербурзької футбольної школи «Зміна», тренер Анвер Абдулхакович Конєєв. За молодіжний склад «Зеніту» дебютував 18 травня 2013 року в матчі 29 туру проти нижньогородській «Волги» (0:2). Всього в молодіжній першості Росії провів 42 матчі, пропустив 56 голів. У листопаді 2013 зіграв два матчі в дебютному розіграші Юнацької ліги УЄФА — з «Атлетіко Мадрид» (3:4) і «Аустрією» (1:2), а команда посіла останнє місце в групі.

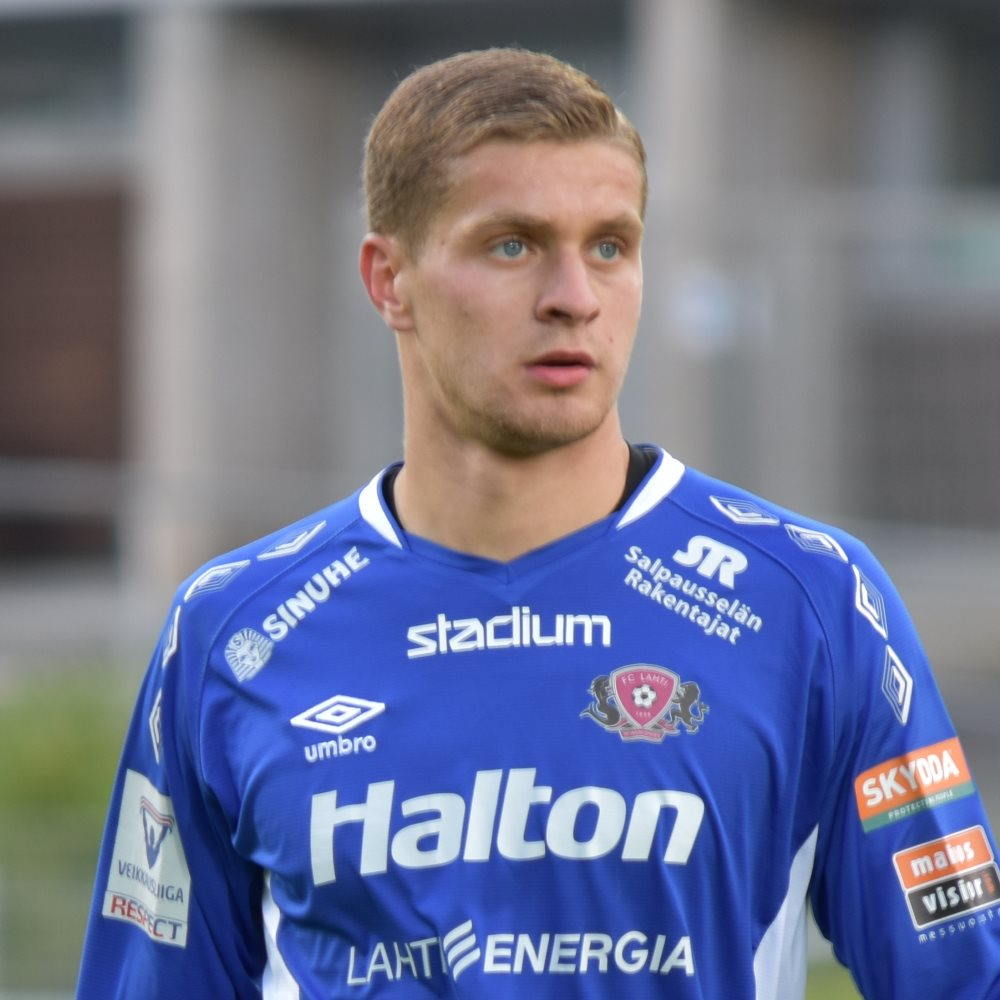
Олександр Васютін під час виступів за «Лахті». 2017 рік.

У серпні 2016 року був відданий в піврічну оренду в клуб чемпіонату Фінляндії «Лахті». 13 серпня в першому ж матчі проти «ПК-35 Вантаа» вийшов у стартовому складі і на другій компенсованій хвилині за рахунку 0:1 забив гол після подачі зі штрафного удару, прибігши в карний майданчик суперника.. У лютому 2017 оренда була продовжена ще на рік. У 2017 році Васютін був визнаний найкращим воротарем чемпіонату, виступаючи за фінський «Лахті». Загалом за півтора роки оренди він провів 35 ігор у вищій фінській лізі за клуб.
У липні 2018 року перейшов до клубу чемпіонату Норвегії «Сарпсборг 08», але вже за рік, 23 липня 2019 року повернувся до «Зеніту»., підписавши угоду до кінця сезону 2022/23 і ставши третім воротарем команди після Михайла Кержакова і Андрія Луньова. Дебютував за рідну команду 30 жовтня 2019 року в домашньому матчі 1/8 Кубка Росії 2019/20 проти «Томі» (4:0), а перший матч у Прем'єр-лізі зіграв 15 липня 2020 року проти «Оренбурга» (4:1). З командою у 2020 році виграв «золотий требл» — чемпіонат, Кубок та Суперкубок Росії. Станом на 23 січня 2021 року відіграв за санкт-петербурзьку команду 2 матчі в національному чемпіонаті.
У лютому 2021 року шведський клуб «Юргорден» орендував воротаря з правом подальшого викупу контракту.

## Виступи за збірні
Був у складі юнацької збірної Росії (U-17) в елітному раунді кваліфікації до чемпіонату Європи 2012 року, але на поле не виходив.. 
У 2013 році став переможцем Меморіалу Гранаткіна та турніру Slovakia Cup у складі збірної до 19 років).. Загалом на юнацькому рівні взяв участь у 15 іграх, пропустивши 20 голів.

## Титули і досягнення
- Чемпіон Росії (2):

«Зеніт»: 2019–20, 2022–23
- Володар Кубка Росії (1):

«Зеніт»: 2019–20
- Володар Суперкубка Росії (2):

«Зеніт»: 2020, 2023